# Paraphlepsius hemicolor
Paraphlepsius hemicolor är en insektsart som beskrevs av Sanders och Delong 1923. Paraphlepsius hemicolor ingår i släktet Paraphlepsius och familjen dvärgstritar. Inga underarter finns listade i Catalogue of Life.